# Rhamphosuchus crassidens
Rhamphosuchus crassidens és una espècie extinta de cocodril de la família Gavialidae. És l'únic representant de l'extint gènere de gavials.
Va ser descrit el 1840 per P.T. Cautley i H. Falconer com a Crocodylus crassidens. El gènere va ser precisat per R. Lydekker, que el va nomenar Rhamphosuchus. Només se'n han trobat fragments: dents i cranis trobats al nord d'Índia i Pakistan. Durant molt de temps era considerat el rèptil més llarg de tots els temps (sense comptar als dinosaures). Hauria atès fins 18,3 metres de longitud màxima. Estudis més resents l'estimen entre vuit i onze metres, i romandria per tant més petit que els gèneres Purussaurus, Deinosuchus, Sarcosuchus o Mourasuchus.
S'alimentava de peixos i d'animals riberencs. Va viure fa amb prou feines dos milions d'anys en l'actual Índia septentrional. És contemporani dels primers homínids.